# Lawrence Kudlow
Lawrence Kudlow né le 20 août 1947 à New York est un économiste américain. D'avril 2018 à janvier 2021, il est le principal conseiller économique de Donald Trump.

## Biographie
Économiste de profession, Lawrence Kudlow n'est cependant pas diplômé en sciences économiques. Il a fait des études de sciences politiques à Princeton mais il n'a pas obtenu son diplôme.
Dans les années 1970, il était démocrate. Il change de camp et devient républicain au début des années 1980.
Kudlow a commencé sa carrière en tant qu'analyste financier junior à la Réserve fédérale de New York. Il quitte bientôt le gouvernement pour travailler à Wall Street chez Paine Webber et Bear Stearns en tant qu'analyste financier. En 1981, après s'être porté volontaire et avoir travaillé pour des hommes politiques et des causes de gauche, Kudlow rejoint l'administration de Ronald Reagan en tant que directeur adjoint de l'économie et de la planification au Bureau de la gestion et du budget.
Après avoir quitté l'administration Reagan pendant le deuxième mandat, Kudlow retourne à Wall Street chez Bear Stearns, en tant qu'économiste en chef de l'entreprise de 1987 à 1994. Pendant ce temps, il conseilla également la campagne de gouverneur de Christine Todd Whitman sur les questions économiques. Il est renvoyé en 1994 de chez Bear Stearns à cause de son addiction à la cocaïne (il en consommait pour près de 100 000 dollars par mois). Il était également alcoolique durant cette période. Selon ses dires, il n'a pas bu une goutte d'alcool depuis 1995.
À la fin des années 1990, Kudlow quitte Wall Street pour devenir commentateur des médias économiques, d'abord à National Review, puis de 2001 à 2018, dans le cadre de plusieurs émissions, il est l'éditorialiste économique vedette de la chaîne de télévision CNBC.
Le 17 mars 2018, Larry Kudlow est désigné pour succéder à Gary Cohn à la tête du National Economic Council. Il devient le principal conseiller économique du président Donald Trump.
Depuis février 2021, il présente son émission "Kudlow" sur la chaine Fox Business.

## Vie privée
Il est catholique.
Le 11 juin 2018, comme rapporté par le président des États-Unis Donald J. Trump, Lawrence Kudlow a été victime d'une crise cardiaque et hospitalisé au Walter Reed National Military Medical Centre.

## Prédictions économiques
Tout au long de sa carrière, Larry Kudlow s'est presque systématiquement trompé dans ses prédictions économiques :
- en 1993, Kudlow déclare que le programme de Bill Clinton ne permettra pas de relancer l'économie américaine. Finalement, 21 millions d'emplois sont créés sous la présidence de Clinton et la croissance moyenne annuelle est de 4 %[10] ;
- en 2001, Kudlow prévoit que la réforme fiscale de George W. Bush permettra d’accélérer la croissance économique et d'augmenter les recettes publiques. En réalité, la croissance a ralenti et les déficits se sont accrus[10] ;
- en 2002, Kudlow prédit que la guerre d'Irak fera gagner 2 000 points au Dow Jones. C'est l'inverse qui se produit, le Dow Jones chute de 2 000 points[10] ;
- en décembre 2007, dans une tribune publiée dans National Review, il écrit à propos de la situation financière des Etats-Unis et des risques d'une crise : « There ain’t no recession. » (traduction : Il n'y a pas de récession), « It’s not gonna happen. Time to move on. » (traduction : Rien ne va se passer. Il est temps de passer à autre chose.)[11]. Il s'ensuit la crise économique mondiale de 2008 ;
- en 2009, il pense que le programme de relance mené par l'administration Obama fera exploser l'inflation. Finalement, l'inflation demeurera historiquement faible[10] ;
- en août 2015, il affirme que le programme protectionniste de Donald Trump fera plonger les marchés financiers. En réalité, un an après l'élection de Trump, le Dow Jones a gagné près de 6 000 points[12].

## Perceptions par d'autres économistes
Paul Krugman (lauréat du prix Nobel d'économie 2008) considère que Larry Kudlow a non seulement « tort sur tout », mais qu'il manque cruellement d'expérience pour le métier de conseiller économique au président.
Il est régulièrement qualifié de « pseudo-économiste » ou de « mauvais économiste ». Selon le journaliste David Dayen, Kudlow n'est « pas un vrai économiste mais il fait comme s'il en était un à la télévision ».